# José María de Miguel
José María de Miguel Gil, né le 15 avril 1950 à Logroño, est un homme politique espagnol membre du Parti socialiste ouvrier espagnol (PSOE). Il est président de La Rioja entre 1983 et 1987.

## Biographie

### Débuts en politique
Économiste de formation, il participe à l'organisation du Parti socialiste de La Rioja-PSOE (PSR-PSOE) et à la rédaction du statut d'autonomie de la communauté autonome.
Lors des élections législatives anticipées du 28 octobre 1982, il se présente au Sénat, où il est élu avec 65 124 voix. Il siège alors à la commission des Autonomies et de l'Administration territoriale, ainsi qu'à la commission des Budgets jusqu'en 1983.
À la suite d'une longue crise politique, il est élu président de la Députation générale provisoire le 28 décembre 1982, et entame des négociations avec l'ensemble des groupes parlementaires afin de résoudre le blocage institutionnel que subit la communauté autonome.

### Président de La Rioja
Il est ensuite choisi par le PSR-PSOE comme chef de file pour l'élection régionale du 8 mai 1983. Les socialistes remportent lors de ce scrutin 18 députés sur 35 à la Députation générale. Le 29 mai, José María de Miguel est investi à 33 ans président de La Rioja par 18 voix contre 15 et 2 abstentions. Il prend ses fonctions quatre jours plus tard.
Il refuse d'être candidat à sa succession lors de l'élection régionale du 10 juin 1987, du fait de divergences avec le PSOE.
Il cède le pouvoir au conservateur Joaquín Espert le 29 juillet suivant et se retire de la politique.